# Piotr Kuroczyński

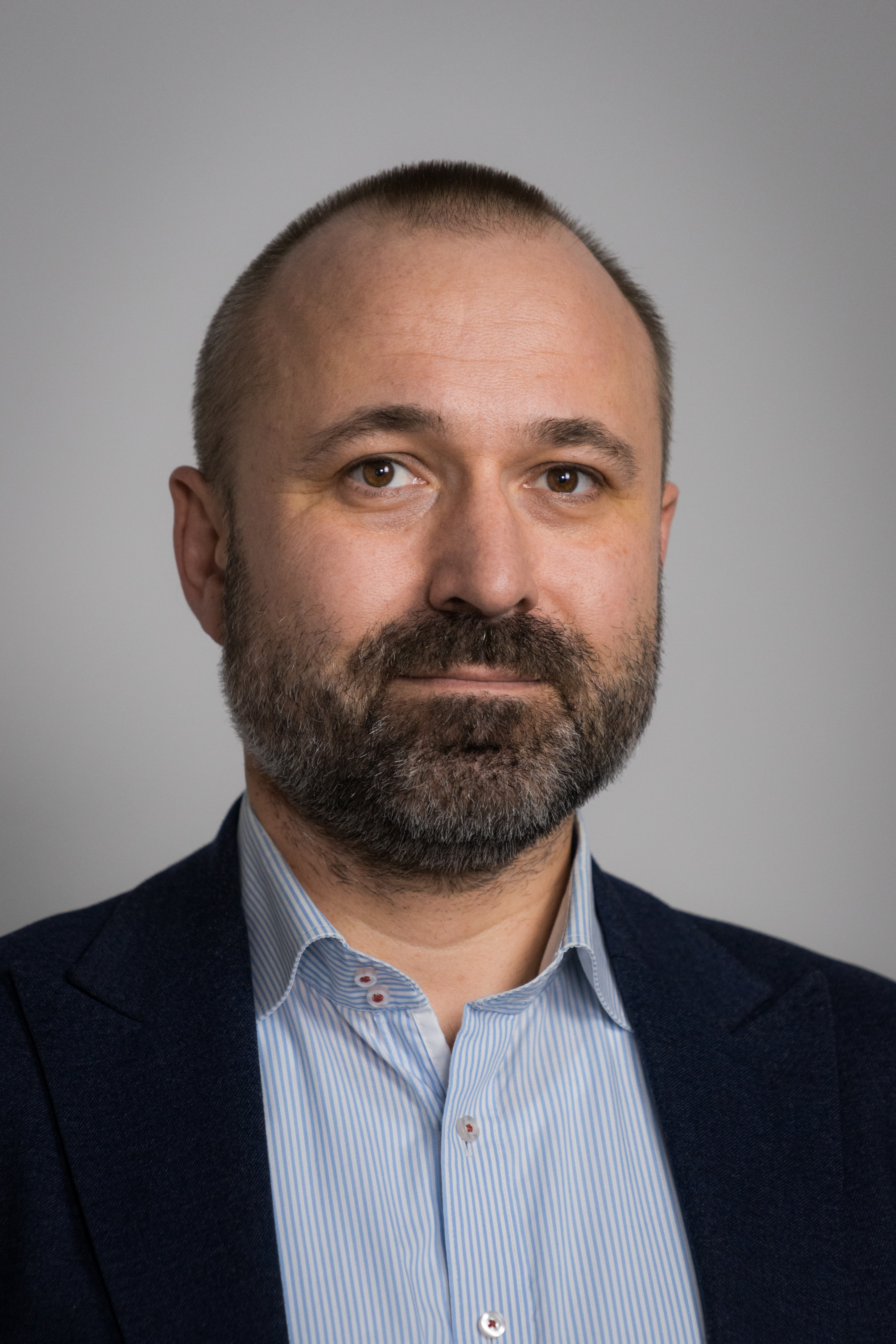
Piotr Kuroczyński (2020)

Piotr Kuroczyński (* 19. Januar 1979 in Łódź) ist ein deutscher Architekt und Hochschullehrer polnischer Herkunft, der sich auf die digitale 3D-Rekonstruktion, Dokumentation und Publikation von historischer Architektur spezialisiert hat.

## Leben
Piotr Kuroczyński verbrachte seine Kindheit in Łódź (Polen). 1990 zog er mit seiner Familie nach Deutschland, wo sein Vater, Włodzimierz Kuroczyński, als Herzchirurg an der Johannes Gutenberg-Universität in Mainz arbeitet. 1999 erlangte er am Gutenberg-Gymnasium (Mainz) die Allgemeine Hochschulreife und begann sein Studium am Fachbereich Architektur der Technischen Universität Darmstadt. Während seines Studiums arbeitete er als Studentische Hilfskraft an der digitalen 3D-Rekonstruktion der Baugeschichte des Moskauer Kremls beim Professor Manfred Koob und absolvierte 2004 ein dreimonatiges Praktikum bei Alexander Dremailov in der Informationsabteilung der Moskauer Kreml Museen (russisch Музеи Московского Кремля).
Ab 2005 arbeitete er als Wissenschaftlicher Mitarbeiter an der Technischen Universität Darmstadt am Lehrstuhl von Manfred Koob, wo er sich auf die computergestützte 3D-Rekonstruktion von Architektur in Projekten zur Baugeschichte des Petersdoms in Rom und der Stadt Breslau spezialisierte. Im Februar 2010 verteidigte er seine Arbeit zur Medialisierung der Stadt am Beispiel analoger und digitaler Stadtführer zu Breslau nach 1945 und erlangte den Doktortitel an der Technischen Universität Darmstadt. Es folgten freiberufliche Tätigkeiten als Creative Director bei Atelier Markgraph in Frankfurt am Main und Lehraufträge an der Technischen Universität Warschau in Polen.
Seit 2013 widmet er sich als Projektkoordinator am Herder-Institut für historische Ostmitteleuropaforschung der 3D-Rekonstruktion zerstörter Architektur, Dokumentation der Rekonstruktionsprozesse sowie einer mensch- und maschinenlesbaren Publikation digitaler Forschungsergebnisse. Hier entwickelte er die erste virtuelle Forschungsumgebung mit einer CIDOC CRM-referenzierten Applikationsontologie zur Dokumentation und Publikation der Forschungsergebnisse einer digitalen 3D-Rekonstruktion unter Anwendung der Linked-Open-Data-Technologien.
Im März 2017 wurde er auf die Professur für Angewandte Informatik und Visualisierung im Bauwesen an die Hochschule Mainz berufen, wo er seit 2018 die Leitung vom AI MAINZ – dem Architekturinstitut der Hochschule Mainz – übernahm. An dieser Forschungseinrichtung entwickelt er die wissenschaftliche Methodik quellen-basierter 3D-Rekonstruktion zerstörter Architektur unter Einbezug eines Ansatzes des Building Information Modeling weiter.
Er verfolgt die Etablierung der digitalen 3D-Rekonstruktion als Forschungswerkzeug. In seinen Forschungsprojekten setzt er sich für die Standardisierung, Interoperabilität und Zugänglichkeit digitaler Forschungsdaten sowie die Einführung einer wissenschaftlichen Methodik in der Ausbildung von Archäologen, Architekten und Kunsthistorikern ein.
Im Sommersemester 2022 forschte und lehrte er an der Architekturfakultät der Technischen Universität Warschau im Rahmen des Deutschen Akademischen Austauschdienst Programms Kurz- und Langzeitdozenturen.

## Gremientätigkeiten
Piotr Kuroczyński ist Mitbegründer und Vorsitzender der Arbeitsgruppe 3D-Digitale Rekonstruktion bei Digital Humanities im deutschsprachigen Raum e. V.
Er ist Mitbegründer und Chefredakteur der Buchreihe Computing in Art and Architecture an der Universitätsbibliothek Heidelberg.
Er ist Mitglied im DFG-Netzwerk Digitale 3D-Rekonstruktionen als Werkzeuge der architekturgeschichtlichen Forschung, im Arbeitskreis Digitale Kunstgeschichte sowie im Arbeitskreis Deutscher und Polnischer Kunsthistoriker und Denkmalpfleger.
Piotr Kuroczyński gehört dem wissenschaftlichen Beirat vom Fachinformationsdienst (FID) BAUdigital für die Fachgebiete Bauingenieurwesen, Architektur und Urbanistik sowie dem Academic Board of the PhD Programme in Architecture and Design Cultures an der Universität Bologna in Italien an.

## Auszeichnungen
- The Werner Weber Award für das Best Full Paper auf der World Cultural Heritage Conference 2016 (EuroMed2016), gemeinsam mit Daniel Dworak.[16]
- 3. Preis mit Atelier Markgraph beim Wettbewerb für den Deutschen Pavillon auf der EXPO 2015 Mailand vom Bundesministerium für Wirtschaft und Technologie, Bonn, 2013.
- 2. Platz mit Atelier Markgraph beim internationalen Wettbewerb für das Besucherzentrum der Europäischen Zentralbank (EZB) am neuen Hauptsitz in Frankfurt am Main, Frankfurt am Main, 2012.
- Preisträger des Wettbewerbes Gebaut auf IT (Kategorie: Architektur aus dem Rechner) vom Bundesministerium für Wirtschaft und Technologie, Berlin, 2006.
- Freies Diplom mit Auszeichnung am Fachbereich Architektur der Technischen Universität Darmstadt, 2005.

## Veröffentlichungen
- P. Kuroczyński, M. Pfarr-Harfst, S. Münster (Hrsg.): Der Modelle Tugend 2.0: Digitale 3D-Rekonstruktion als virtueller Raum der architekturhistorischen Forschung. arthistoricum.net, Heidelberg 2019 (Computing in Art and Architecture, Band 2). doi:10.11588/arthistoricum.515
- P. Kuroczyński, P. Bell, L. Dieckmann (Hrsg.): Computing Art Reader: Einführung in die digitale Kunstgeschichte. arthistoricum.net, Heidelberg 2018 (Computing in Art and Architecture, Band 1). doi:10.11588/arthistoricum.413
- S. Münster, M. Pfarr-Harfst, P. Kuroczyński, M. Ioannides (Hrsg.): 3D Research Challenges in Cultural Heritage II, How to Manage Data and Knowledge Related to Interpretative Digital 3D Reconstructions of Cultural Heritage. Springer International Publishing, 2016 (Lecture Notes in Computer Science, 10025). doi:10.1007/978-3-319-47647-6.
- P. Kuroczyński: Die Medialisierung der Stadt. Analoge und digitale Stadtführer zur Stadt Breslau nach 1945. Transcript-Verlag, Bielefeld 2011 (zugleich: Technische Universität Darmstadt, Dissertation, 2010).